# Orchestra sinfonica della radio di Lipsia
L’Orchestra sinfonica della radio di Lipsia (in lingua tedesca MDR Sinfonieorchester) è un'orchestra sinfonica tedesca con sede a Lipsia. È l'orchestra della Mitteldeutscher Rundfunk, l'emittente pubblica per gli stati tedeschi di Turingia, Sassonia e Sassonia-Anhalt. È una delle orchestre radiofoniche più antiche del mondo e la più antica della Germania. È stata fondata a Lipsia, nel 1923 (9 mesi prima dell'Orchestra sinfonica della radio di Berlino). A parte una breve interruzione durante la seconda guerra mondiale, dal 1924 è l'orchestra principale della Mitteldeutscher Rundfunk (MDR). L'orchestra esegue concerti a Lipsia alla Gewandhaus.

## Storia
L'orchestra è stata fondata come Orchestre des Konzertvereins ("Orchestra della società dei concerti"). Divenne la Rundfunk-Sinfonieorchester Leipzig ("Orchestra sinfonica della radio di Lipsia") nel 1924 e in seguito adottò il suo nome attuale. L'Orchestra fu sciolta durante la seconda guerra mondiale e riunificata nel 1946 sotto il mandato del direttore Hermann Abendroth, e in seguito diretta da Herbert Kegel. Tra la fine degli anni '70 e gli anni '80, i direttori principali sono stati Wolf-Dieter Hauschild e Max Pommer.
Nel 1992, la Rundfunk Symphony Orchestra si è fusa con la Radio Philharmonic di Lipsia per formare la MDR Orchestra sinfonica della radio di Lipsia. Daniel Nazareth è stato il primo direttore musicale dell'orchestra sinfonica MDR appena formata dopo la riunificazione tedesca. Il direttore principale più recente dell'orchestra è stato Kristjan Järvi, dal 2012 al 2018. Nel novembre 2019, l'orchestra ha annunciato la nomina di Dennis Russell Davies come suo direttore principale, a partire dalla stagione 2020-2021, con un contratto iniziale di 4 anni.

## Gruppi musicali

### Ensemble di musica da camera della MDR
- Arcato Streichquartett (dal 1999)
- Döring-Bläserquintett (dal 1982)
- Kammersymphonie Leipzig (dal 2006)
- Leipziger Hornquartett (dal 1996)
- Leipziger Schlagzeugensemble (dal 1983)
- Leipziger Blechbläsersolisten (dal 1992)
- MDR Bläserquintett (dal 1995)

### Altri ensemble
- Gruppe Neue Musik Hanns Eisler (1970–1993)
- Ensemble Sortisatio (dal 1992)

## Direttori principali
- Alfred Szendrei (1924–1932)
- Carl Schuricht (1931–1933)
- Hans Weisbach (1934–1939)
- Reinhold Merten (1939–1940)
- Heinrich Schachtebeck (1945)
- Fritz Schröder (1945–1946)
- Gerhard Wiesenhütter (1946–1948)
- Hermann Abendroth e Gerhard Pflüger (1949–1956)
- Herbert Kegel (1953–1977)
- Wolf-Dieter Hauschild (1978–1985)
- Max Pommer (1987–1991)
- Daniel Nazareth (1992-1996)
- Marcello Viotti, Fabio Luisi e Manfred Honeck (1996–1999)
- Fabio Luisi (1999–2007)
- Jun Märkl (2007–2012)
- Kristjan Järvi (2012–2018)
- Dennis Russell Davies (designato, 2020-)

## Prime mondiali
Questa è una lista selezionata di anteprime mondiali fornite dall'orchestra:
- Franz Schreker: Vom ewigen Leben per soprano e orchestra (1929)
- Kurt Weill: Der Silbersee (1933)
- Fritz Geißler: Chamber Symphony (1955)
- Rudolf Wagner-Régeny: Genesis, cantata per alto, coro e orchestra (1956)
- Alan Bush: Symphony No. 3 "The Byron Symphony" con baritono solo e coro misto  (1962)
- Günter Kochan: Symphony No. 1 (1963)
- Paul Dessau: Requiem per Lumumba (1964)
- Paul Dessau: Deutsches Miserere per coro misto, coro di voci bianche, soprano, alto, tenore e basso, grande orchestra e organo (1966)
- Wilhelm Neef: Piano Concerto (1971)
- Udo Zimmermann: L'Homme (1972)
- Edison Denisov: Cello Concerto (1973)
- Friedrich Schenker: Electrization (1975)
- Siegfried Thiele: Jeux pour harpe et orchestre (1975)
- Edison Denisov: Piano Concerto (1978)
- Georg Katzer: Piano Concerto (1980)
- Friedrich Schenker: Fanal Spanien 1936 (1981)
- Luca Lombardi: Symphony No. 2 (1983)
- Wilfried Krätzschmar: Heine Scenes (1983)
- Paul-Heinz Dittrich: Etym per orchestra (1984)
- Friedrich Goldmann: Symphony No. 3 (1987)
- Karl Ottomar Treibmann: Symphony No. 4 (1989)
- Paul-Heinz Dittrich/Sofia Gubaidulina/Marek Kopelent: Laudatio Pacis (1993)
- Krzysztof Penderecki: Concerto per violino e orchestra No. 2 (1995)
- Carlos Veerhoff: Symphony No. 6 Desiderata, for 3 solisti, voce recitante, coro e orchestra, Op. 70 (1997)
- Milko Kelemen: Salut au monde (1999)
- Friedrich Schenker: Goldberg Passion (1999)
- Wolfgang Rihm: Penthesilea-Monolog per soprano e orchestra (2005)
- Jean-Luc Darbellay: Requiem per solisti, coro e orchestra (2005)
- Gene Pritsker: Cloud Atlas Symphony (2012)